# AVC Charity Foundation
Фонд AVC Charity (англ. AVC Charity Foundation) — благотворительный фонд поддержки и реализации программ в сфере культуры, основан в 2008 году российским учёным, предпринимателем и коллекционером Андреем Чеглаковым. Офис фонда находится в Москве.
Миссия фонда формулируется как «всемерное поощрение современного творчества, поддержку молодых дарований и широкое распространение культурных знаний в России и за рубежом». Президент Фонда AVC Charity — Майя Александровна Авеличева.
В своей деятельности совмещает финансовую поддержку различных программ с реализацией своих собственных проектов в музыкальной, выставочной и издательской сферах, привлекая к участию в своей работе известных мастеров культуры. Международную известность фонду принесла организация регулярных тематических выставок живописи в крупнейших музеях России и мира, фестивалей классической музыки за рубежом, активное участие в проведении перекрестных Годов культуры России во Франции и в Италии.

## Направления деятельности фонда
Фонд осуществляет деятельность по трем основным направлениям: музыкальному, издательскому и выставочному, а также поддерживает ряд фестивалей и исследовательских проектов.

### Выставочные проекты
Среди реализованных выставочных проектов Фонда — «Снежный Меридиан» Франсиско Инфанте и Нонны Горюновой в Государственной Третьяковской галерее и «По следам Русских Балетов» («Dans les pas des ballets russes») в Овер-сюр-Уаз (Франция).  По окончании выставки фондом AVC Charity и лично Андреем Чеглаковым в дар Государственной Третьяковской Галерее было передано более 40 работ Франциско Инфанте.
Помимо спонсорского участия, фонд предоставил работы из личной коллекции Андрея Чеглакова для выставок «Парижская Школа» в ГМИИ имени А. С. Пушкина, «Цветы — остатки Рая на Земле» и «Видение танца. К 100-летию «Русских Балетов» Дягилева в Париже» в Государственной Третьяковской Галерее. 
При участии фонда и с использованием предоставленных им материалов во Франции в 2010 году прошли выставки Максимилиана Волошина и Сергея Чепика (1953—2011).
Важным и ярким мероприятием в деятельности фонда стала ретроспективная выставка Ле Корбюзье, приуроченная к 125-летию со дня рождения архитектора и организованная фондом в сентябре 2012 года совместно с ГМИИ имени А. С. Пушкина и Фондом Ле Корбюзье (Париж). К выставке фонд издал перевод на русский язык книги известного историка архитектуры Жана-Луи Коэна «Ле Корбюзье. Мистика СССР».
В январе 2012 года в дар Государственному Эрмитажу была передана коллекция из 848 почтовых конвертов, расписанных известными художниками советского андеграунда, такими как Илья Кабаков, Дмитрий Краснопевцев, Оскар Рабин и др.

### Фестивали и исследовательские проекты
С 2010 года Фонд AVC Charity выступает организатором и генеральным спонсором ежегодного международного фестиваля классической музыки в городе Анси (Верхняя Савойя, Франция).
В 2012 году фонд стал генеральным спонсором и соорганизатором нового фестиваля русской классической музыки «Волшебное озеро» в Люцерне (Швейцария), и в последующие годы продолжил поддержку мероприятия..
С 2012 года фонд поддерживает исследовательскую программу «Искусство» проекта «Устная история» по записи и публикации воспоминаний по искусству. За счёт поддержки фонда была выполнена оцифровка старых бесед, записанных В. Д. Дувакиным на магнитную ленту в 1960—1980-х годах и хранящихся в фондах отдела устной истории Научной библиотеки МГУ, а также выполнять новые записи в Москве и Санкт-Петербурге..
С 2013 года фонд выступает партнёром детского фестиваля искусства «Январские вечера», совместный проект школы Гнесиных и ГМИИ им. А.С. Пушкина, ставящий своей целью выявление и развитие талантов детей через синтез искусств — музыки и живописи..

### Музыкальные проекты
Важным направлением своей деятельности фонд считает работу по поддержке молодых музыкантов. В частности, фонд спонсирует проекты оркестра «Гнесинские Виртуозы» под руководством М. С. Хохлова, выделяет и вручает гранты молодым исполнителям, а также финансирует выпуск компакт-дисков с их записями.
В 2012 году Фонд AVC Charity учредил для конкурса молодых пианистов «Piano Campus» специальную премию имени Дени Антуана (фр. Denis Antoin), деятеля культуры Франции, бывшего советника фонда..
Фонд также принимает заметное участие в организации концертов известных русских и зарубежных музыкантов в Монако.